# Pelycidion kelseyi
Pelycidion kelseyi är en snäckart som först beskrevs av Bartsch 1911.  Pelycidion kelseyi ingår i släktet Pelycidion och familjen Pelycidiidae. Inga underarter finns listade i Catalogue of Life.